# Avenue de la Porte-de-Montrouge
L'avenue de la Porte-de-Montrouge est une voie du 14e arrondissement de Paris, en France.

## Situation et accès

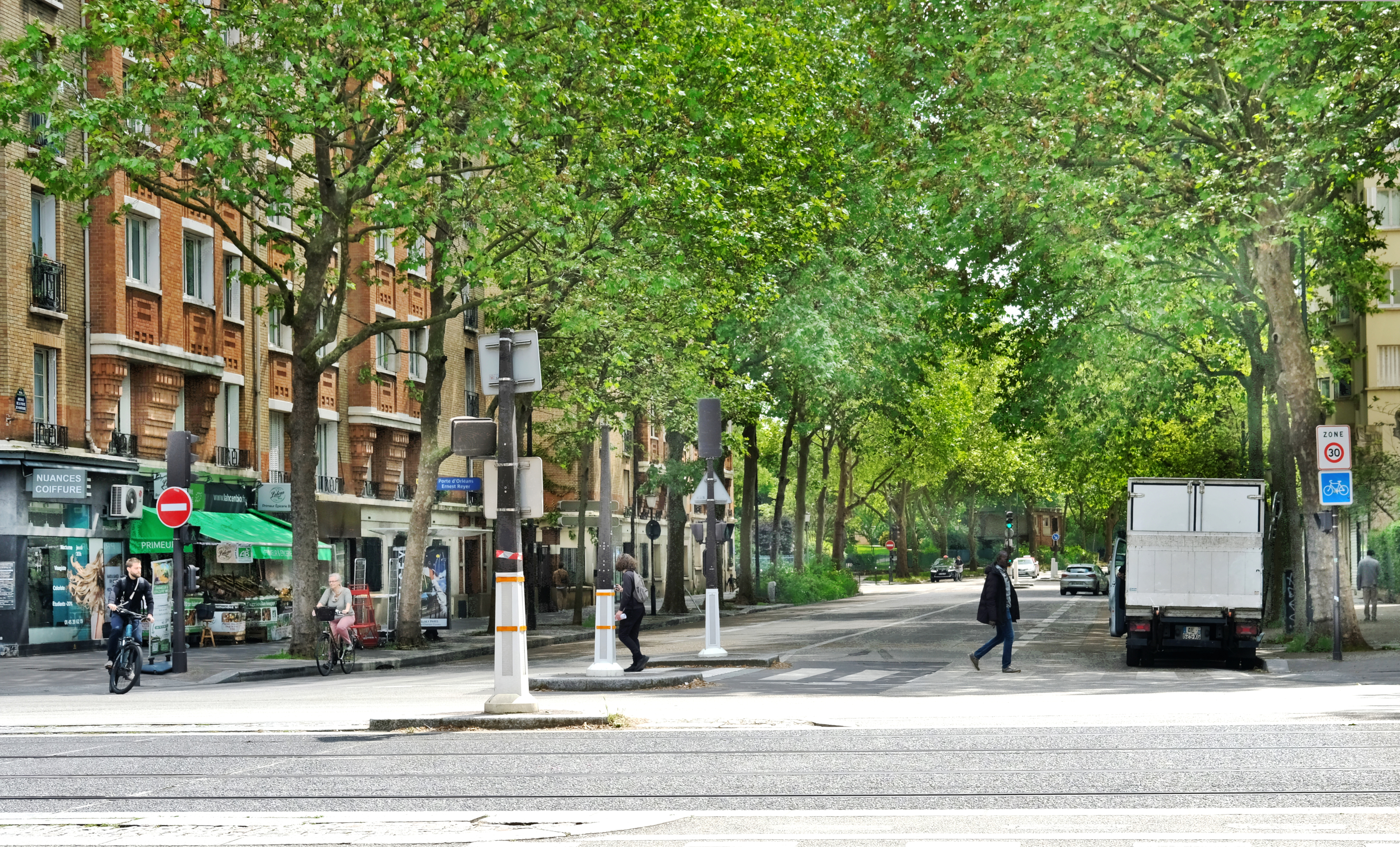
L'avenue de la Porte de Montrouge vue depuis le boulevard Brune.

L'avenue de la Porte-de-Montrouge est une voie publique située dans le 14e arrondissement de Paris. Elle débute au 126, boulevard Brune et se termine boulevard Romain-Rolland.

## Origine du nom
Elle doit le nom qui lui a été attribué en 1926 à son tracé dont une partie occupe l'emplacement de l'ancienne porte de Montrouge de l'enceinte de Thiers.

## Historique
La partie située entre le boulevard Brune et l'avenue Ernest-Reyer a été aménagée sur l'emplacement du bastion no 79 de l'enceinte de Thiers. Le prolongement faisait partie de l'avenue de la République à Montrouge et a été annexé par la ville de Paris en 1925.

## Bâtiments remarquables et lieux de mémoire
- Cimetière de Montrouge.
- Square du Serment-de-Koufra.